# کالج سلطنتی پرستاری
کالج سلطنتی پرستاری (انگلیسی: Royal College of Nursing) یک سندیکای ثبت‌شده در بریتانیا است که به افراد حوزهٔ پرستاری کمک می‌کند. این نهاد در سال ۱۹۱۶ بنیان‌گذاری شد و در سال ۱۹۲۸، منشور سلطنتی را دریافت کرد. چارلز سوم از این نهاد پشتیبانی می‌کند. کالج سلطنتی هدف خود را کمک به پرستاران، حوزهٔ پرستاری و شناختن آن‌ها معرفی می‌کند.